# Pedro Pablo Prada
Pedro Pablo Prada García (18 de enero de 1953 - Lima, 1 de noviembre de 2021) fue un activista peruano en favor de los derechos de la comunidad LGBTQ+. Diagnosticado con VIH demandó, junto a otras cuatro personas, al Estado peruano para exigirle el acceso a los antirretrovirales para todas las personas que vivían con VIH; lo que logró. En 2021 fue hallado muerto en su vivienda, la policía señaló que pudo haberse tratado de un crimen de odio debido a su orientación sexual.

## Biografía
Antes de ser un activista en favor de los derechos de la comunidad LGBTIQ, Pedro Pablo Prada se desempeñó como administrador en la empresa familiar, la discoteca Black&White. Su activismo se inició debido a la búsqueda de información sobre la infección del virus de inmunodeficiencia humana (VIH).
En 1989, a los 36 años, Pedro Pablo fue diagnosticado con el virus de inmunodeficiencia humana (VIH). Para ese momento, en el Perú solo se conocía al virus por la información que ofrecían los medios de comunicación sobre Estados Unidos o países de Europa acerca de una infección denominada «enfermedad de los homosexuales», «cáncer gay» o «peste rosa».
Los diarios amarillistas y sensacionalistas incluso informaron que el VIH/sida se transmitía por la saliva o por el contacto de piel a través de abrazos y apretones de manos. Esto originó que se acentuara la discriminación hacia los homosexuales masculinos y la homofobia, convirtiéndolos socialmente en los únicos que transmitían una enfermedad. 

#### Activismo
Cuando Pedro fue diagnosticado con VIH, Perú no contaba con una ley que exigiese atención en materia de salud para personas con VIH/sida. En 1996, el gobierno de Alberto Fujimori aprobó la ley N.º 26626 «Ley Contrasida», norma legal que no aseguraba el tratamiento universal, dejando vulnerable al virus a una parte de la población. Pedro, en una entrevista para el medio de prensa Salud con lupa, señaló que la Ley Contrasida solo estaba dirigida a las personas afiliadas al seguro social EsSalud o a aquellas que pertenecían a las Fuerzas Armadas y Policía Nacional, a través de su Comité de Prevención y Control del VIH/Sida (Coprecos).
Ante la desinformación sobre el VIH/sida, su transmisión, síntomas y tratamiento, Prada comenzó a buscar información para tener conocimiento a lo que se enfrentaba; pero, también para compartirla con sus compañeros que tenían el mismo diagnóstico. Esa búsqueda le llevó a participar, en 1999, en el Simposio Internacional para activistas de Latinoamérica y El Caribe. En dicha conferencia conoció el procedimiento que se podía realizar para demandar y exigir a los Estados las medicinas necesarias para contrarrestar el virus; además, de facilitarles las acciones de amparo ante la Corte Interamericana de Derechos Humanos.
En el año 2000 demandó, junto a otras 4 personas, al Estado peruano, para exigirle al Gobierno el acceso gratuito y universal al tratamiento contra el VIH. No obstante, después de tres años de espera, hubo una sentencia desfavorable a su petición.
Al año siguiente, en 2001, junto a la organización Colectivo por la Vida, de la cual era miembro activo, inició el proceso de demanda internacional  contra el Estado peruano. En 2002 se concretó la demanda ante la Corte Interamericana de Derechos Humanos (Corte IDH), en la que se acusó al Estado peruano de violar los derechos a la salud, derecho que está obligado a respetar, proteger y cuidar, según el Manual para Parlamentarios.
Para diciembre de 2003, previo a la sentencia de la Corte IDH, Perú recibió del Fondo Mundial para la lucha contra el sida, la tuberculosis y la malaria un financiamiento por 23 millones de dólares; lo que permitió que en el 2004, a través del Ministerio de Salud, se entregase el primer tratamiento gratuito en el país.
En el transcurso del 2005 la Corte IDH dictó sentencia a favor de la parte demandante. Para ese mismo año, Pedro fue nombrado presidente de la Coordinadora Nacional de Personas Viviendo con VIH/SIDA, Peruanos Positivos; a su vez, de ser miembro de la ONG AIDS Healthcare Foundation (AHF), organización que se encarga de brindar atención y consejería en torno a VIH e infecciones de transmisión sexual. Su compromiso con las organizaciones en favor de la atención de las personas con VIH, lo llevó a participar junto con otros activistas a la modificación de la Ley Contrasida, logrando que la ley N° 26626 fuera modificada por la ley N° 28243, la cual otorgaba el acceso al tratamiento con antirretrovirales, a toda la ciudadanía peruana con diagnóstico positivo. En el proceso de modificación de la ley, Pedro junto a otras personas diagnosticadas con el virus fueron miembros de la mesa de trabajo para el programa de VIH, el cual consistía que el Estado, a través del Ministerio de Salud, brindarán a nivel nacional consultas médicas, tratamiento, medicamentos y pruebas de carga viral. Igualmente se propuso y llevó a cabo el programa «Atención de pares», el cual consistía en que personas con VIH orientaran y acompañaran a aquellas que recién habían sido diagnosticadas.
Durante más de 25 años, Pedro Pablo Prada se dedicó al activismo, uniendo esfuerzos, junto a otras organizaciones, para lograr que las personas con VIH pudieran gozar de sus derechos. No obstante, aunque ha habido esfuerzos de entes gubernamentales, tales como la defensoría del Pueblo para protegerlas, aún sigue faltando políticas gubernamentales para que las medicinas lleguen a tiempo a los beneficiarios; a su vez, de evitar la discriminación hacia las personas que conviven con el virus. Desde el año 2000 la discriminación figura como delito según el artículo 323 del Código Penal; no obstante, persisten conductas discriminatorias en espacios como: hospitales, escuelas, universidades y trabajo. Estudios señalan que esto genera en ellas una visión negativa de sí mismas; impactando su salud mental, creando ideas de culpabilidad y miedo; los cual pone en peligro los programas de prevención y cuidado del VIH.
Pedro Pablo Prada no solo fue un defensor de la comunidad LGBTIQ+, sino de todas las personas que vivían con VIH y se les vulneraba su derecho a recibir tratamiento antirretroviral en Perú. Además de activista fue promotor comunitario y consejero en apoyo del programa en favor del tratamiento antirretroviral; por lo que trabajó con el Ministerio de Salud y diferentes oenegés. En 2013 dictó talleres como El automanejo de sí, da vida, capacitó a personas privadas de libertad en el Centro Penitenciario San Pedro de Lurigancho y el de Aucallama en Huaral.

#### Asesinato
El lunes 1 de noviembre de 2021, en horas de la tarde, Pedro Pablo Prada García, de 68 años, fue encontrado sin vida; junto a él yacía también fallecida su amiga y vecina, R. Huapaya Morales, de 52 años. Sus cuerpos estaban dentro de su vivienda, ubicada en la cuadra 14 de la calle Las Obsidianas, en la urbanización de Balconcillo del distrito de La Victoria.
La investigación, llevada a cabo por el Despacho de la Cuarta Fiscalía Provincial Penal Transitoria de La Victoria, informó que los sospechosos del crimen fueron identificados. Estos maniataron, torturaron y posteriormente asesinaron a las víctimas.
La policía nacional, aunque no descartó el robo, debido a que los delincuentes sustrajeron objetos que se encontraban en la vivienda, por los signos de violencia se presume que también se trató de un caso de crimen de odio.